# Финансовая безопасность
Финансовая безопасность — одна из важных составляющих экономической безопасности страны, региона или предприятия.

## Описание
Финансовая безопасность служит залогом проведения самостоятельной финансовой и экономической политики страны. Финансовая безопасность проявляется в предотвращении крупных утечек капитала за границу, предупреждении конфликтов между государственными органами различных уровней по распределению ресурсов национальной бюджетной системы, ослаблении воздействия мировых кризисов, обеспечении устойчивости финансовых и экономических параметров. Финансовая безопасность подразумевает предотвращение преступлений в сфере финансов.
Бывает два типа угроз финансовой безопасности государства: внутренние угрозы и внешние угрозы. К внешним угрозам относится рост мировой финансовой системы из-за вхождения в мировую экономику стран, которые развиваются, также относится нарастание массы капиталов. К внутренним угрозам можно отнести некорректное проведение финансовой и экономической политики, ошибки органов управления и злоупотребления в руководстве финансовой системы государства.
Проблемы с финансовой безопасностью в стране затрудняют экономический рост и реформирование экономики, негативно сказываются на развитии торговой и внешней экономической деятельности, препятствуют развитию бюджетной, финансовой и страховой сфер. Финансовая безопасность одна из составляющих экономической безопасности.
Под финансовой безопасностью предприятия подразумеваются условия результативного применения финансовых ресурсов для того, чтобы предупредить угрозы и создать стабильную работу предприятия. Финансовая безопасность означает такое состояние фирмы, при котором обеспечивается защита от негативных действий со стороны конкурентов.
Выделяют три сегмента системы финансовой безопасности: денежно-валютный, кредитно-банковский, бюджетно-налоговый.
Финансовая безопасность предприятия характеризуется его способностью давать отпор угрозам его финансовых интересов. Финансовая безопасность отражает определенные показатели финансового состояния предприятия.
Для формирования системы финансовой безопасности предприятия, необходимо правильно идентифицировать угрозы. Эффективность построения системы финансовой безопасности зависит от того, насколько точно оценен уровень угроз.
Финансовая безопасность обеспечивается правой и информационной поддержкой, финансовыми инструментами, методами и рычагами. Эти компоненты влияют на финансовые отношения и обеспечивают их стабильность. Для изучения состояния финансовой системы используются общенаучные и частные методы. Частные методы включают метод аналогий, мониторинг, экономический экспертный метод, экономико-математическое моделирование, нормативный метод, экономический эксперимент. Общенаучные методы включают синтез, прогнозирование, анализ..